# Jerome Kristian

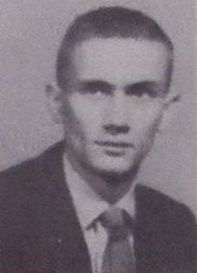
Jerome Kristian, 1952

Jerome „Jerry“ Kristian (* 5. Juni 1933 in Milwaukee; † 22. Juni 1996 in Ventura County, California) war ein US-amerikanischer theoretischer und beobachtender Kosmologe. Er zeigte bei Beobachtungen erstmals Evidenzen dafür auf, dass Quasare tatsächlich Supermassive Schwarze Löcher im Zentrum von Galaxien sind. Zudem war er an der Entwicklung der CCD-Kamera des Hubble-Weltraumteleskops beteiligt.